# Okręg wyborczy Oder-Spree III

Okręg wyborczy nr 30 na wyborczej mapie Brandenburgii (2009)

Landtagswahlkreis Oder-Spree III (okręg wyborczy nr 30) – jeden z okręgów wyborczych w wyborach do Landtagu Brandenburgii. Obejmuje miasta Beeskow i Fürstenwalde/Spree, 3 gminy oraz urząd Odervorland z powiatu Oder-Spree.

## Wybory do Landtagu 2009
Podczas wyborów w 2009 bezpośrednimi kandydatami list do Landtagu byli:
- Elisabeth Alter, SPD
- Armin Gebauer, CDU
- Peer Jürgens, Die Linke
- Sabine Niels, Grüne
- Axel Fachtan, FDP
- Meinhard Gutowski, 50Plus
- Manuela Kokott, NPD
- Jörg Pohl, Freie Wähler